# US5
US5 – boysband stworzony w 2005 w reality show Big in America.

## Historia
Celem programu Big in America było wyszukiwanie młodych „talentów” i wykreowanie nowego boysbandu. Przesłuchania odbywały się w USA i Niemczech, stąd początkowo w jego skład wchodziły osoby pochodzące z tych właśnie krajów. Współproducentem programu był Lou Pearlman (autor sukcesu kilku innych grup, m.in. N Sync, Spice Girls, Britney Spears czy Backstreet Boys). Na samym początku do zespołu wybrano czterech Amerykanów (Richie, Izzy, Jay i Drew), później Niemców (Chris, Mikel, Peter i Roger), przy czym po pewnym czasie Drew zastąpiony został przez Kyle’a, ale później odpadł, podobnie jak Peter i dobrowolnie Roger. Wtedy boysband w składzie: Richie, Izzy, Jay, Mikel i Chris, przybrał nazwę: US5. Później Mikela zastąpił Vincent Tomas. 20 sierpnia 2008 r. z powodów zdrowotnych z zespołu odszedł Chris Watrin. Na jego miejsce przyszedł Cayce Clayton. W 2009 roku z zespołu odszedł Vincent oraz Izzy Gallegos. Izzy po dłuższym namyśle postanowił jednak wrócić do US5 i tak też zrobił. W sierpniu 2009 roku odbyły się dwa castingi na nowego, piątego członka zespołu, który miałby zastąpić Vincenta. Pierwszy casting odbył się w Kolonii, a drugi w Berlinie. 15 października w programie „Make US5 Again”, na kanale Pro7, został przedstawiony nowy członek US5 – Jason Pena (NY).
Na początku 2011 roku były członek zespołu, Christoph Watrin, wraz z przyjaciółmi założył zespół StadtkinT, w którym jest głównym wokalistą.

## Wizyty w Polsce
Zespół odwiedził Polskę 5 razy:
- 22 listopada 2006 – gala rozdania nagród Jetix Kids Award, Warszawa, Teatr Polski
- 12-14 lutego 2007 – spotkanie z fanami przy sprzedaży płyty In Control w Warszawie[1]
- 4 października 2007 – gala VIVA Comet, Wrocław, Hala Orbita – nagrodzeni w kategorii Wydarzenie roku[2]
- 23 listopada 2007 – pierwszy koncert na warszawskim Torwarze w trasie promującej płytę In Control Reloaded
- 13 lutego 2007 – spotkanie z fanami i podpisywanie płyty w Katowicach „Silesia City Center” (odwołane z powodu ryzyka spowodowanego tłumem fanów)

## Dyskografia
| Rok  | Tytuł                                                                | Pozycje na listach | Pozycje na listach | Pozycje na listach | Pozycje na listach | Inne wersje                                                                                     | Sprzedaż       | Certyfikaty                                              |
| Rok  | Tytuł                                                                | DE                 | AT                 | CH                 | PL                 | Inne wersje                                                                                     | Sprzedaż       | Certyfikaty                                              |
| ---- | -------------------------------------------------------------------- | ------------------ | ------------------ | ------------------ | ------------------ | ----------------------------------------------------------------------------------------------- | -------------- | -------------------------------------------------------- |
| 2005 | Here We Go - Pierwszy album studyjny - Wydany: 18 listopada 2005     | 5                  | 7                  | 23                 | 19                 | Here We Go New Edition Wydany: 17 marca 2006                                                    | 400 000 15 000 | Niemcy: 2 x Platyna Polska: 1 x Złoto Austria: 1 x Złoto |
| 2006 | In Control - Drugi album studyjny - Wydany: 24 listopada 2006        | 6                  | 7                  | 44                 | 4                  | In Control Deluxe Edition Wydany: 24 listopada 2006 In Control Reloaded Wydany: 14 grudnia 2007 | 200 000 15 000 | Niemcy: 1 x Złoto Polska: 1 x Złoto Austria:             |
| 2008 | Around the World - Trzeci album studyjny - Wydany: 14 listopada 2008 | 38                 | 62                 | –                  | –                  |                                                                                                 |                |                                                          |
| 2009 | Back Again - Czwarty album studyjny - Wydany: 2009                   | –                  | –                  | –                  | –                  |                                                                                                 |                |                                                          |

### Single
| Rok  | Tytuł                              | Pozycje na listach | Pozycje na listach | Pozycje na listach | Pozycje na listach | Pozycje na listach | Album            |
| Rok  | Tytuł                              | DEU                | AUS                | CHE                | UK                 | EU                 | Album            |
| ---- | ---------------------------------- | ------------------ | ------------------ | ------------------ | ------------------ | ------------------ | ---------------- |
| 2005 | "Maria"                            | 1                  | 4                  | 8                  | 38                 | 9                  | Here We Go       |
| 2005 | "Just Because of You"              | 3                  | 3                  | 8                  | –                  | 14                 | Here We Go       |
| 2006 | "Come Back to Me Baby"             | 3                  | 4                  | 4                  | –                  | 9                  | Here We Go       |
| 2006 | "Mama"                             | 4                  | 6                  | 18                 | –                  | 16                 | Here We Go       |
| 2006 | "In the Club"                      | 2                  | 2                  | 15                 | –                  | 13                 | In Control       |
| 2007 | "One Night with You"               | 2                  | 8                  | 38                 | –                  | 15                 | In Control       |
| 2007 | "Rhythm of Life"                   | 4                  | 6                  | 25                 | –                  | 18                 | In Control       |
| 2007 | "Too Much Heaven" (ft. Robin Gibb) | 7                  | 26                 | –                  | –                  | 32                 | In Control       |
| 2008 | "Round & Round"                    | 7                  | 7                  | -                  | –                  | -                  | Around the World |
| 2008 | "The Boys Are Back"                | 14                 | 29                 | -                  | –                  | -                  | Around the World |
| 2009 | "Anytime"                          | –                  | –                  | –                  | –                  | –                  | Back Again       |

#### Certyfikowane
Progi certyfikacyjne w sprzedaży singli:
- Niemcy:
  - Złoto – 100 000
  - Platyna – 200 000 (2 x Złoto)
- Stany Zjednoczone:
  - Złoto – 500 000
  - Platyna – 1 000 000 (2 x Złoto)

Znaki:
- X – jeden certyfikat
- XX – dwa certyfikaty
- XXX – trzy certyfikaty
- itd.

| Rok  | Tytuł   | Certyfikaty | Certyfikaty | Kraj              |
| Rok  | Tytuł   | Złoto       | Platyna     | Kraj              |
| ---- | ------- | ----------- | ----------- | ----------------- |
| 2005 | "Maria" | X           |             | Stany Zjednoczone |
| 2005 | "Maria" | X           |             | Niemcy            |

### DVD
| Rok  | Tytuł                       | Pozycja na liście | Pozycja na liście |
| Rok  | Tytuł                       | DE                | AT                |
| ---- | --------------------------- | ----------------- | ----------------- |
| 2005 | US5 – The History           | 1                 | 1                 |
| 2006 | Here We Go – Live & Private | 1                 | 1                 |
| 2006 | US5 – Live in Concert       | 2                 | 2                 |
| 2008 | US5 on Holiday              | 2                 | 7                 |

## Nagrody

### 2005
- Złote Bravo Otto – "Superband Pop"
- Nagroda Yam! dla Richiego – "Superstar 2005"
- Niemieckie Radio Award – "Best Newcomer Male"
- Nagroda ADTV Music – singel "Maria"
- Niemiecka nagroda Jetix Kids Award – "Najlepszy zespół"
- XPress-Award Złoty pingwin – "Najlepszy zespół"

### 2006
- Jetix Kids Award – "Najlepszy Zespół"
- Złote Bravo Otto – "Superband Pop"
- XPress-Award Złoty pingwin – "Najlepszy zespół"
- Złota płyta 1x złoto dla Here We Go
- Złota płyta 1x złoto dla US5-The History
- Złota płyta 1x platyna dla US5-The History
- Złota płyta 1x złoto dla Here We Go – Live & Private
- Złota płyta 3x złoto dla Here We Go
- Złota płyta 1x złoto dla In Control

### 2007
- Steiger Award – "Najlepszy zespół"
- Radio-Regenbogen – Award
- Goldene Kamera – "Światowy zespół POP"
- Vivalicious Style Award 2007
- Viva Comet (Polska) – "Wydarzenie roku"
- Nick Kids Choice Award 2007 – "Najlepszy zespół"
- Jetix Kids Awards – "Najlepszy zespół"
- Złote Bravo Otto – "Superband Pop"
- XPress-Award Złoty Pingwin – "Najlepsza piosenka – In The Club"
- Złota płyta 1x złoto dla In Control (Polska)
- Złota płyta 1x złoto dla Here We Go (Polska)

### 2008
- ÓčKO-Award Best Act Pop and Dance
- Nick Kids' Choice Award – "Ulubiony zespół"
- Jetix Kids Award – "Najlepszy zespół"
- Celebrity Magazin Award – "Najlepszy zespół międzynarodowy"
- Celebrity Magazin Award – "Najlepsze Video: US 5 – Round & Round"
- Statuetka 'złotego pingwina' – "Najlepszy zespół"